# Theta Hydrae
Theta Hydrae (θ Hya, θ Hydrae) è una stella della costellazione dell'Idra di magnitudine apparente +3,88, distante 128 anni luce dalla Terra.

## Osservazione
θ Hydrae è una stella dell'emisfero boreale, una delle più settentrionali della vasta costellazione dell'Idra, ma la sua prossimità all'equatore celeste le consente di poter essere osservata da tutte le aree abitate della Terra. D'altra parte questa vicinanza all'equatore celeste fa sì che essa sia circumpolare solo nelle regioni vicine al polo nord terrestre. Essendo di magnitudine +3,89 la si può scorgere anche dai piccoli centri urbani, sebbene un cielo non eccessivamente inquinato sia maggiormente indicato per la sua individuazione.
Il periodo migliore per la sua osservazione ricade nei mesi primaverili dell'emisfero boreale, che equivale alla stagione autunnale dell'emisfero australe.

## Caratteristiche fisiche
Theta Hydrae è una stella bianco-azzurra di sequenza principale di tipo spettrale B9,5V o A0V, come talvolta viene classificata; la sua massa è circa 2,5 volte quella del Sole mentre il suo raggio è circa il doppio e la sua luminosità 40 volte superiore a quella del Sole.
θ Hydrae ha tre compagne comprese fra la decima e la dodicesima magnitudine ad una distanza visuale rispettivamente di 20, 82 e 100 secondi d'arco. Esse sembrano essere solo sulla linea di vista rispetto alla Terra e non legate gravitazionalmente alla stella principale. Tuttavia, Theta Hydrae è anche una binaria spettroscopica, la cui compagna pare essere una piccola e calda nana bianca avente l'83% della massa del Sole, ma con un diametro di appena 5900 km, ossia meno della metà del diametro terrestre.
La stella principale è anche classificata come stella Lambda Bootis, in quanto ha una presenza di metalli più pesanti dell'elio insolitamente bassa, avendo appena il 38% della metallicità del Sole.